# Pont-sur-Madon
Pont-sur-Madon is een gemeente in het Franse departement Vosges (regio Grand Est) en telt 130 inwoners (1999). De plaats maakt deel uit van het arrondissement Épinal.

## Geografie
De oppervlakte van Pont-sur-Madon bedraagt 3,4 km², de bevolkingsdichtheid is 38,2 inwoners per km².
De onderstaande kaart toont de ligging van Pont-sur-Madon met de belangrijkste infrastructuur en aangrenzende gemeenten.

## Demografie
Onderstaande figuur toont het verloop van het inwonertal (bron: INSEE-tellingen).